# Monastero di Thiksey
Il monastero di Thiksey è un monastero buddista di tradizione tibetana situato a Thiksey in India, a diciotto chilometri da Leh, in Ladakh.

## Descrizione
Aderente alla scuola Gelug, il monastero sorge sulla collina sopra l'omonimo villaggio, a nord dell'Indo, a circa tremilaseicento metri di altitudine.
Nel XV secolo lama Tzong Khapa, celebre maestro tibetano il cui insegnamento promosse la formazione della scuola Gelug, mandò sei suoi discepoli attraverso il Tibet per diffondere la sua visione del Dharma: a uno di essi, Sherab Sangpo, diede una statuetta del Bodhisattva Amitabha contenente alcune reliquie, tra cui una goccia del proprio sangue, perché la consegnasse al re del Ladakh con una richiesta di aiuto nella diffusione del Buddismo tibetano nel suo dominio. Il re decise che lo avrebbe aiutato e nel 1433 Sherab Sangpo fondò la piccola università monastica di Lhakhang Serpo, il «Tempio giallo», nel villaggio di Stakmo, che successivamente il nipote Spon Paldan Sherab decise di trasferire sul colle attuale. Si racconta che Sherab Sangpo e Spon Paldan Sherab stessero preparando il rito della torma quando due corvi rubarono il piatto cerimoniale delle offerte e lo posero su un colle vicino: questo sarebbe stato un segno divino atto a indicare il luogo più propizio per l'edificazione del monastero.
La comunità monastica, che ospita una sessantina di monaci, è famosa per il Tempio di Maitreya al suo interno, in cui è custodita una statua a sua immagine alta quindici metri e occupante ben due piani del gompa, monche per la somiglianza con il Potala di Lhasa, l'imponente residenza che fino al 1959 fu l'abitazione del Dalai Lama, ragion per cui viene spesso chiamata «Piccolo Potala». L'edificio più grande ha circa una dozzina di piani ed è dipinto di rosso, giallo, ocra e bianco, mentre la sala della preghiera ha una biblioteca con innumerevoli manoscritti miniati, tra questi i duecentoventiquattro volumi del Tangyur.
Visitato nel 1970 dal XIV Dalai Lama, il complesso monastico dispone esternamente di un ostello, un ristorante tibetano, un negozio con libri e oggetti di artigianato tradizionale, nonché di un museo di storia e arte tibetane in cui sono conservati antichi paramenti, libri sacri, abiti cerimoniali e altre antiche testimonianza delle tradizioni tibetane.

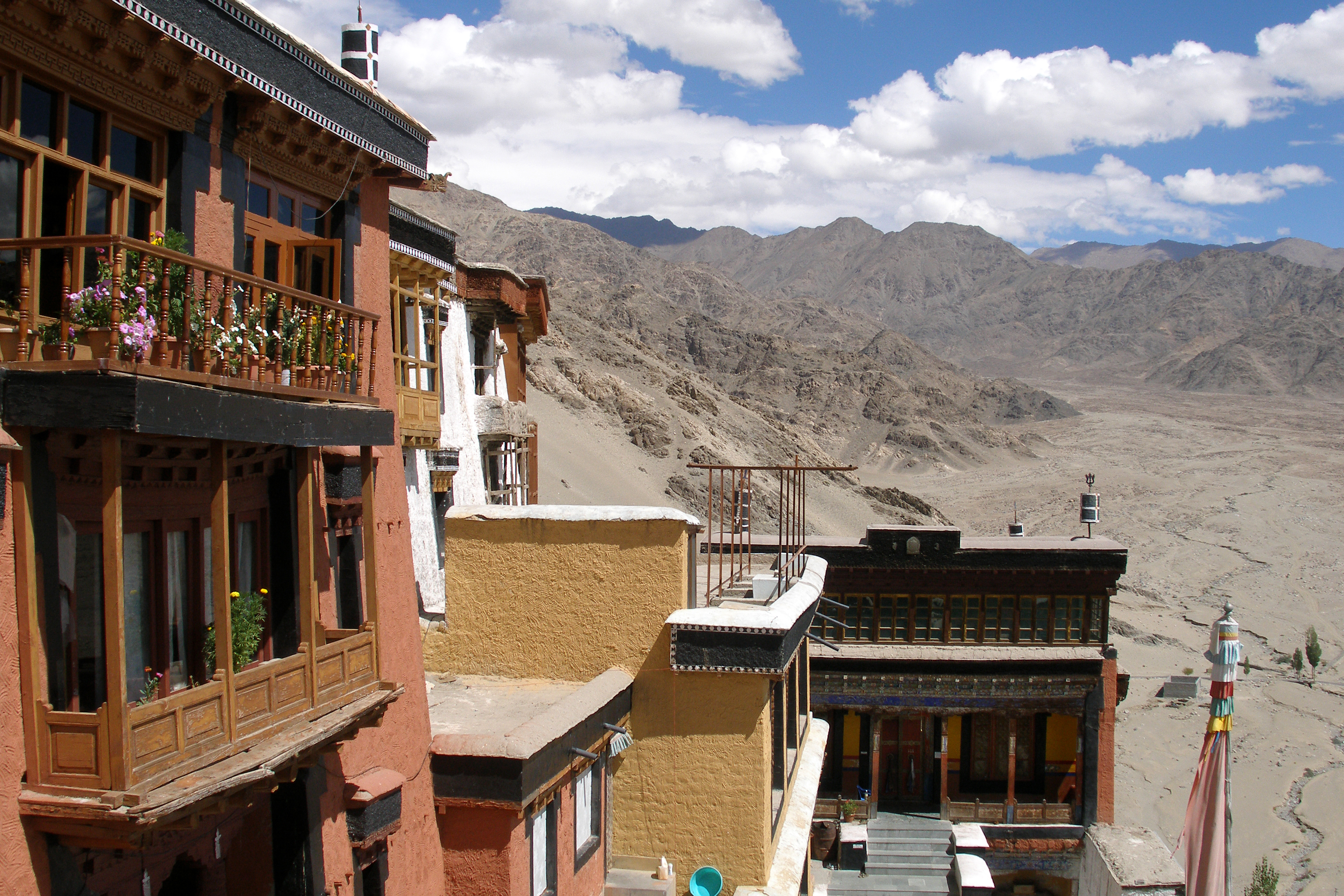
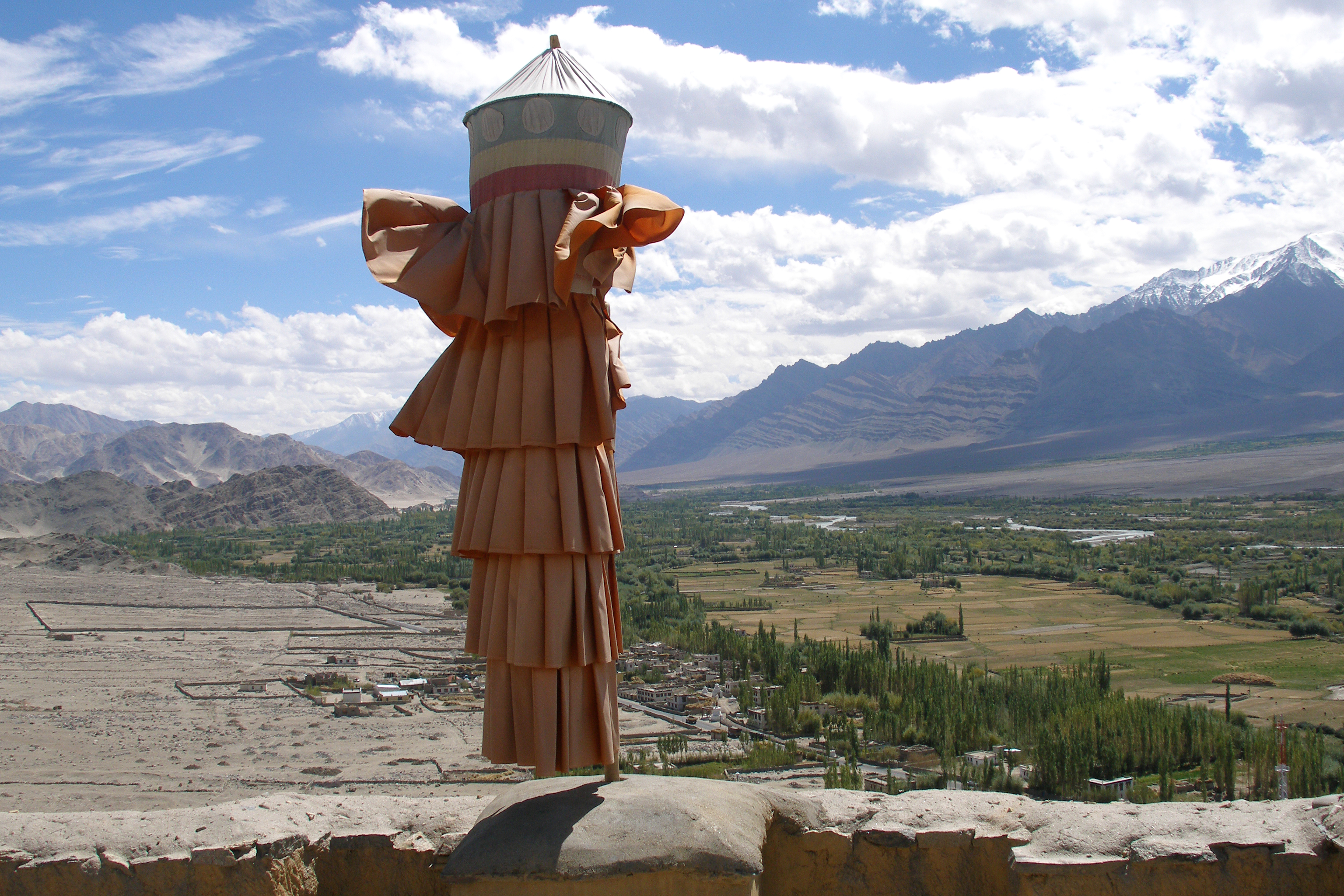
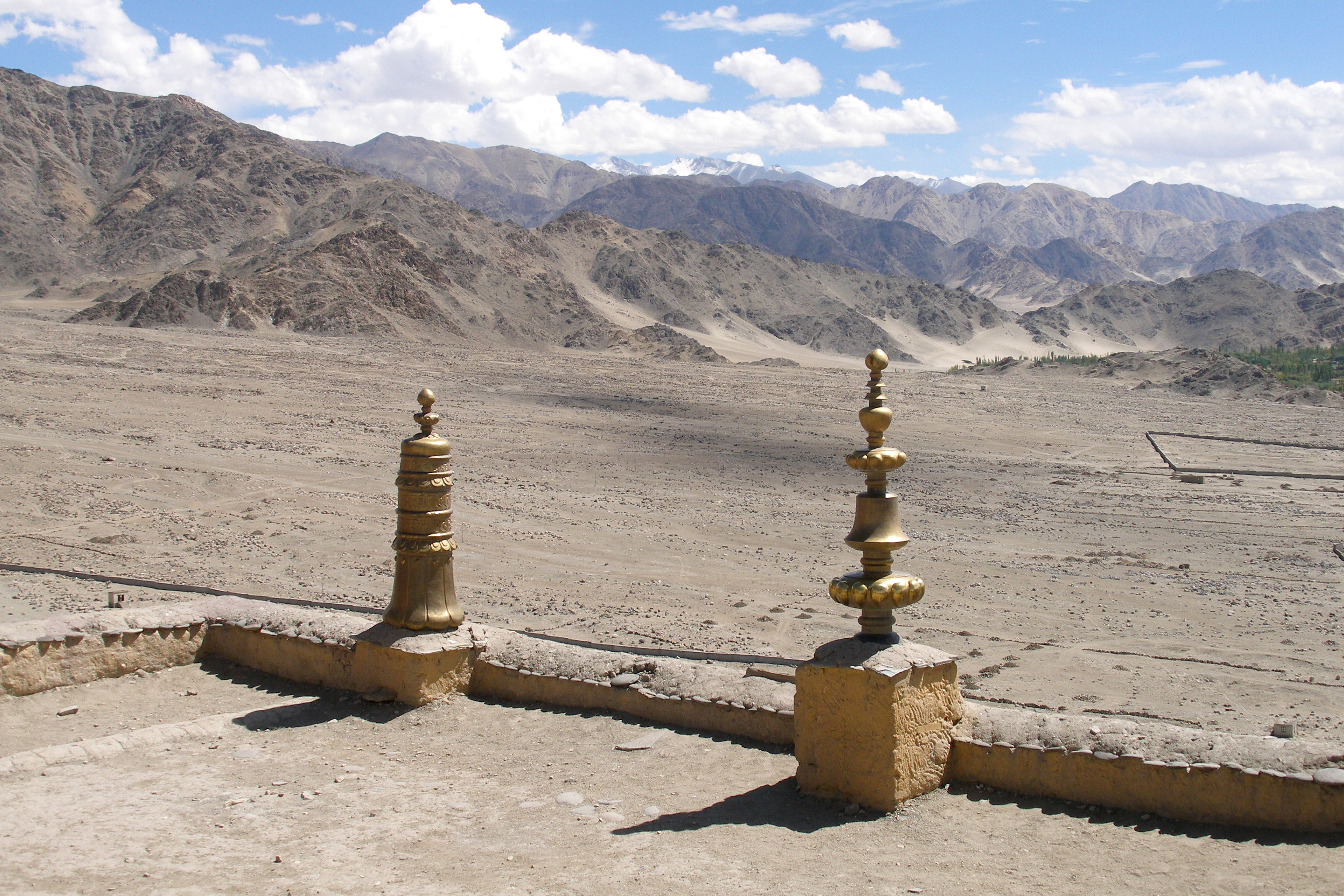
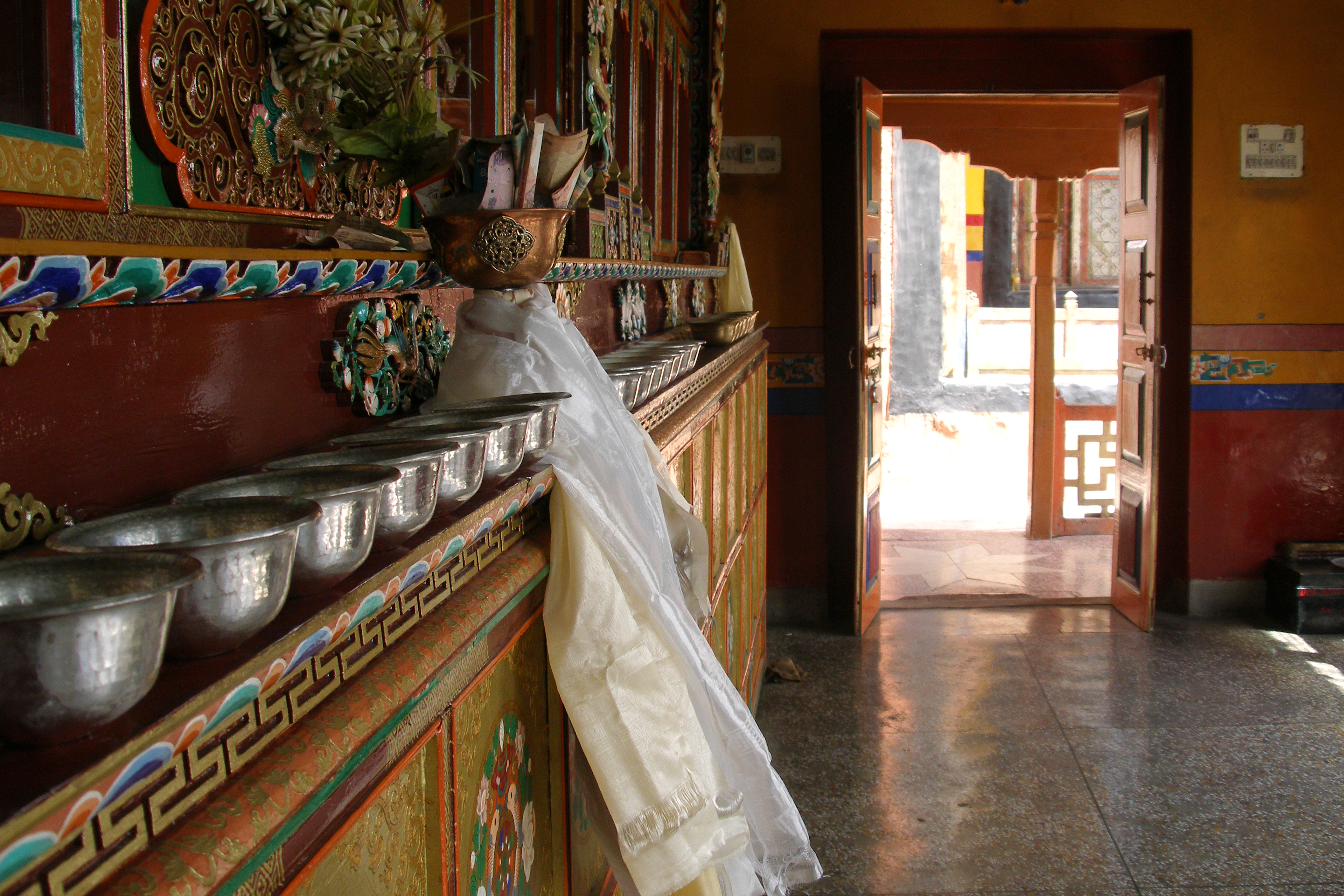
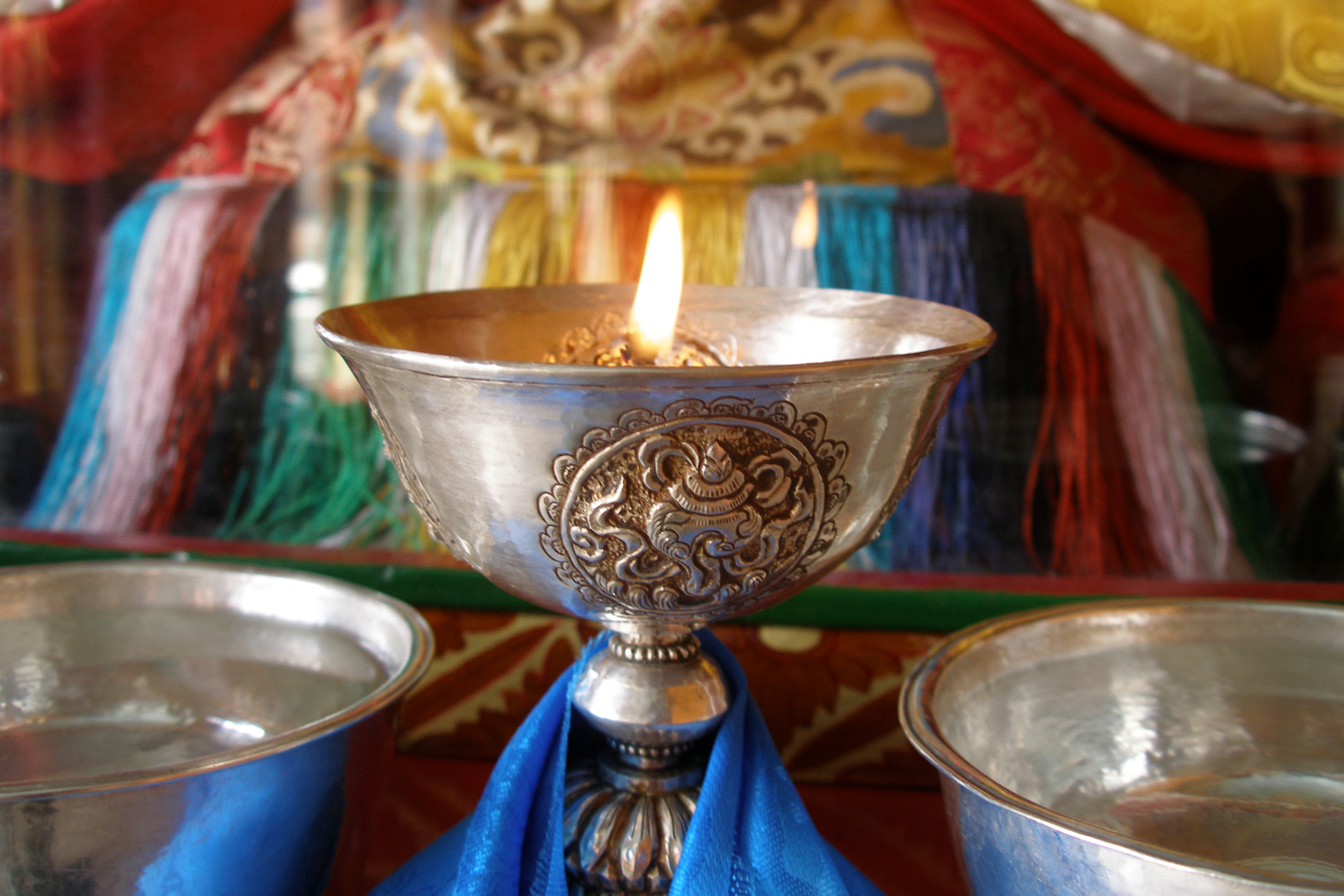